# Тони Блер
Ентони Чарлс Линтон Блер (енгл. Anthony Charles Lynton Blair; Единбург, 6. мај 1953) британски је политичар. Између 1997. и 2007. био је премијер Уједињеног Краљевства. Члан је и бивши вођа Лабуристичке партије. Био је један од заговарача уплитања НАТО у рат на Косову и Метохији.

## Биографија
Блер је рођен 6. маја 1953. године у Единбургу, шкотској престоници, но већи део детињства провео је у Дараму, индустријском средишту на северу Енглеске. Његовог оца Леа Блера, адвоката и једно време председника Durham Conservative Associtaion-a, ударила је кап за време предизборне кампање за британски парламент 1963. године. Очева онеспособљеност болешћу и постепени опоравак деловаће на живот његовог средњег сина Тонија, који ће британску Лабуристичку странку преобликовати изнутра и 1997. године постати први лабуристички премијер пошто је 1979. године Маргарет Тачер довела на власт Конзервативну странку.
Блер је похађао престижни единбуршки Fettes College (1966 — 1971) пре него се уписао на студије права на Колеџ Светог Џона (St. John's College) при оксфордском универзитету 1972. године. За време студија показао је интензиван интерес за глуму и музику, био је певач рок групе „Агли Румрс“ (Ugly Rumours), истовремено развијао је свој интерес за националну политику. Када је дипломирао 1975. године, Блер је стажирао право код Александра Ирвина, иначе истакнутог члана Лабуристичке странке. Годину дана касније постаће члан адвокатске коморе и захваљујући томе добиће стално запослење у адвокатском уреду Александера Ирвина. Тони Блер оженио се 1980. године с Чаир Бут (Cheire Booth), такође адвокаткињом, коју је упознао за време стажирања.
У периоду од 1976—1983. године радио је као адвокат специјализовавши се за радно и индустријско право. Лабуристичкој странци придружио се 1976. године, али је врло скоро био разочаран неким програмским решењима странке, посебно национализацијом индустрије и повећањем утицаја синдиката. Истовремено није благонаклоно гледао на тадашњег лабуристичког лидера и премијера Џејмса Калахана (James Callaghan) (1976-1979). Након серије радничких штрајкова Лабуристичка странка је своју позицију довела до тачке када је практично била под директним утицајем синдиката. Незадовољство бирача искористили су Маргарет Тачер и Конзервативна странка победивши на изборима 1979. године започевши тако дуготрајну еру владавине Конзервативне странке која ће потрајати скоро наредне две деценије. Ту владавину конзервативаца окончаће управо Блер који ће свој први успешни покушај уласка у политику започети 1983. године, када је изабран у парламент као заступник Лабуристичке странке из Седгефилда, места близу града Дурама у којем је одрастао.
Блер је креирао нови политички смер странке који се одмакао од левичарских идеологија и социјалистичког фокуса који су карактеризовали странку касних 1970-их и раних 1980-их. Године 1988. изабран је у лабуристичку владу у сенци унутар које је био задужен за сектор енергетике и запошљавања. Четири године касније (1992.) на чело Лабуристичке странке долази нови лидер Џон Смит који Блера гура на место председника лабуристичке владе у сенци. На новој дужности заступа чврсто стајалиште према криминалу којим изазива владу конзервативаца, а коју је сада предводио Џон Мејџор.
Две године касније (1994.) Џон Смит неочекивано умире, а у јуну исте године Блер је након унутарстраначке кампање изабран на место председника Лабуристичке странке. У то доба то није била баш најзахвалнија страначка дужност јер је осећао велики притисак на да осигура победу странке на националној основи пошто је странка изгубила четврте изборе за редом. Како би побољшао изборне резултате лабуриста Блер је реструктурирао страначку стратегију и њену политичку платформу, мењајући многе традиционалне страначке циљеве, а како би странку што више приближио што већем броју бирача. У темеље странке уградио је залагање за слободно тржиште и привредну реформу истичући слоган „Нови лабуристи, нова Британија“. Истовремено напустио је концепт друштвеног власништва за које се странка све до тада залагала гурајући странку све ближе политичком центру. Због Блеровог давања новог смера странци критичари су га називали Тони Блур и Тори Блер истовремено оптужујући га како ништа не чини да странка победи на наредним националним изборима. Но, Блерово агресивно устрајавање на модернизацији странке ускоро ће се показати успешном. Само у првој години његовог председавања странком чланство Лабуристичке странке нарасло је за више од 150.000 људи, док је рејтинг странке у истраживањима јавног мњења константно растао.
У мају 1997. Блер је изабран за премијера владе Уједињеног Краљевства, победивши на изборима Џона Мејџора и тиме окончавши 18 година дугу владавину торијеваца. При доласку на власт помогла му је и владавина Била Клинтона који је своју политику темељио на политичком светоназору врло блиском оном Блеровом, а и сам није крио своје симпатије према Блеру. Занимљиво је да Блер, којем је након изборне победе било 47 година, постао најмлађи британски премијер након лорда Ливеруола који је премијерску дужност преузео 1812. године. Када је засео у премијерску столицу Блерово устрајавање на решавању дугогодишњег конфликта у Северној Ирској, инвестирање 42 милиона фунти у здравство и образовање, као и његови дипломатски напори у правцу већег интегрисања Уједињеног Краљевства у европску заједницу учинили су га најпопуларнијим британским премијером у историји.
Упркос масовним обољења стоке у Уједињеном Краљевству, а тиме и падом популарности лабуриста, која су похарала Уједињено Краљевство 2001. године Блер је поново - овај пут са још већом разликом у броју добијених гласова - победио на општим изборима у јулу исте године.
Тони Блер је поднео оставку на место премијера 27. јуна 2007. након чега га је наследио Гордон Браун.
На дан оставке, 27. јуна 2007. године, именован је за специјалног изасланика за мир Квартета за решавање блискоисточне кризе.
У јануару 2008. именован је за вишег саветника и члана Савета за међународне послове ЈПМорган Кајс. Блер такође ради као саветник финансијске групе у Цириху.
У јулу 2009. године, Тони Блер је најавио стратешко партнерство са Универзитетом у Дурхаму, након сличних партнерстава са Универзитетом Џејл и Националним универзитетом у Сингапуру, како би створио глобалну мрежу од дванаест водећих истраживачких универзитета за унапређење његове Иницијативе за веру и глобализацију. Фондација Тони Блер Фејт.
Од почетка 2010. године, Блер је саветник Бернарда Арнаулта, власника француске групе компанија ЛВМХ . Од јесени 2011. године, саветује председника Казахстана Нурсултана Назарбајева о економским реформама. У том периоду његова Фондација склапа низ уговора о саветовању влада Руанде, Албаније, Србије, Монголије, Кувајта, Азербејџана....
Од 2015. године саветује председника Србије Александра Вучића, а уговор финансирају Уједињени Арапски Емирати.
Тони Блер је 1. маја 2017. објавио да се враћа у високу политику због Брегзита. „Брегзит ми је постао директна мотивација за активнију политику. Морамо да радимо овај посао, а ја ћу то урадити“, рекао је. Истовремено, он не планира да постане члан парламента.